# Corona 62
Corona 62 – amerykański satelita rozpoznawczy. Był dwudziestym statkiem serii Keyhole-4 ARGON tajnego programu CORONA. Jego zadaniem było wykonanie wywiadowczych zdjęć Ziemi. Statek podlegał chaotycznym ruchom. Misja przyniosła najlepsze do tego czasu zdjęcia.

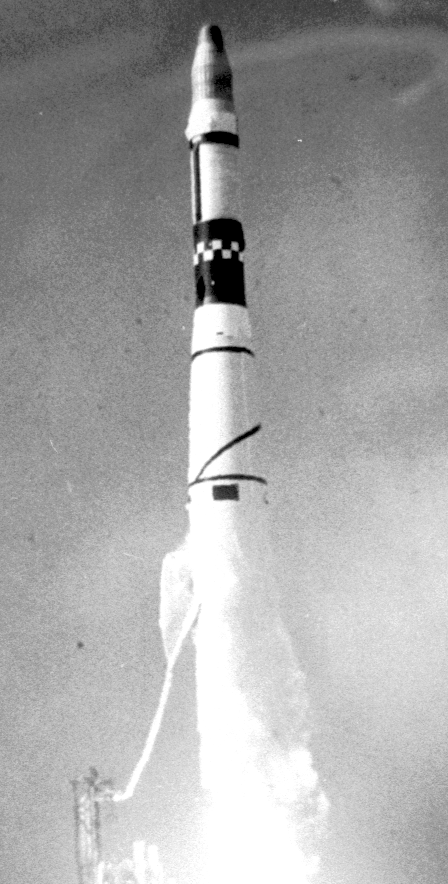
Start rakiety Thor Agena D z satelitą Corona 62 na pokładzie

## Ładunek
- Dwa aparaty fotograficzne typu "Mural" o ogniskowej długości 61 cm i rozdzielczości przy Ziemi około 7,6 metra
- Kamera IC (Index Camera) o ogniskowej 38 mm i rozdzielczości przy Ziemi około 120-150 metra (obszar 300×300 km)